# Ananasberg
De Ananasberg is een berg in Suriname, in het district Sipaliwini, in het centrale deel van het land. De Ananasberg ligt 230 meter boven zeeniveau. Langs de berg stroomt de rivier de Pikien Rio.